# Partidul Pirat din Suedia
Partidul Pirat din Suedia (în suedeză:Piratpartiet) este un partid politic din Suedia. Fondat în 2006, este actualmente al treilea partid suedez ca număr de membri. Partidul are ca scop reforma legislației drepturilor de autor și brevetelor, precum și protejarea dreptului la viață privatǎ, atât pe internet cât și în viața de zi cu zi, și asigurarea transpareței în instituțiile statului. Partidul Pirat a ales să fie neutru pe spectrul politic, nefiind nici de dreapta, nici de stânga, astfel fiind deschis la colaborare cu orice partid democratic pentru a-și atinge obiectivele.
Partidul a participat, în 2006, la alegerile pentru Parlamentul Suedez, însǎ n-a trecut pragul electoral de 4%, obținând 0.63% din sufragii, devenind astfel al treilea partid din afara parlamentului, ca mărime. Organizația de tineret a partidului, Ung Pirat este cea mai mare organizație politică de tineret din Suedia. La alegerile pentru Parlamentul European din 2009, Partidul Pirat a obținut 7,13% din voturi, obținând un loc de eurodeputat, în persoana lui Christian Engström. O dată cu ratificarea Tratatului de la Lisabona, pe 1 decembrie 2009, Partidul Pirat a mai obținut un loc de eurodeputat, loc ocupat de Amelia Andersdotter.
Având ca model această formațiune politicǎ, au apǎrut numeroase partide cu scopuri similare și purtând numele de Partidul Pirat pe întreg mapamondul, grupate sub organizația-umbrelǎ Pirate Parties International, fondat oficial în aprilie 2010.